# Kościół Matki Boskiej Częstochowskiej w Woli Michowej
Kościół Matki Boskiej Częstochowskiej w Woli Michowej – rzymskokatolicki obiekt sakralny, drewniany, zbudowany w 2010 w Woli Michowej.
Kościół zastąpił wybudowaną w latach powojennych drewnianą kaplicę. Pełni funkcję kościoła filialnego parafii w Nowym Łupkowie. 

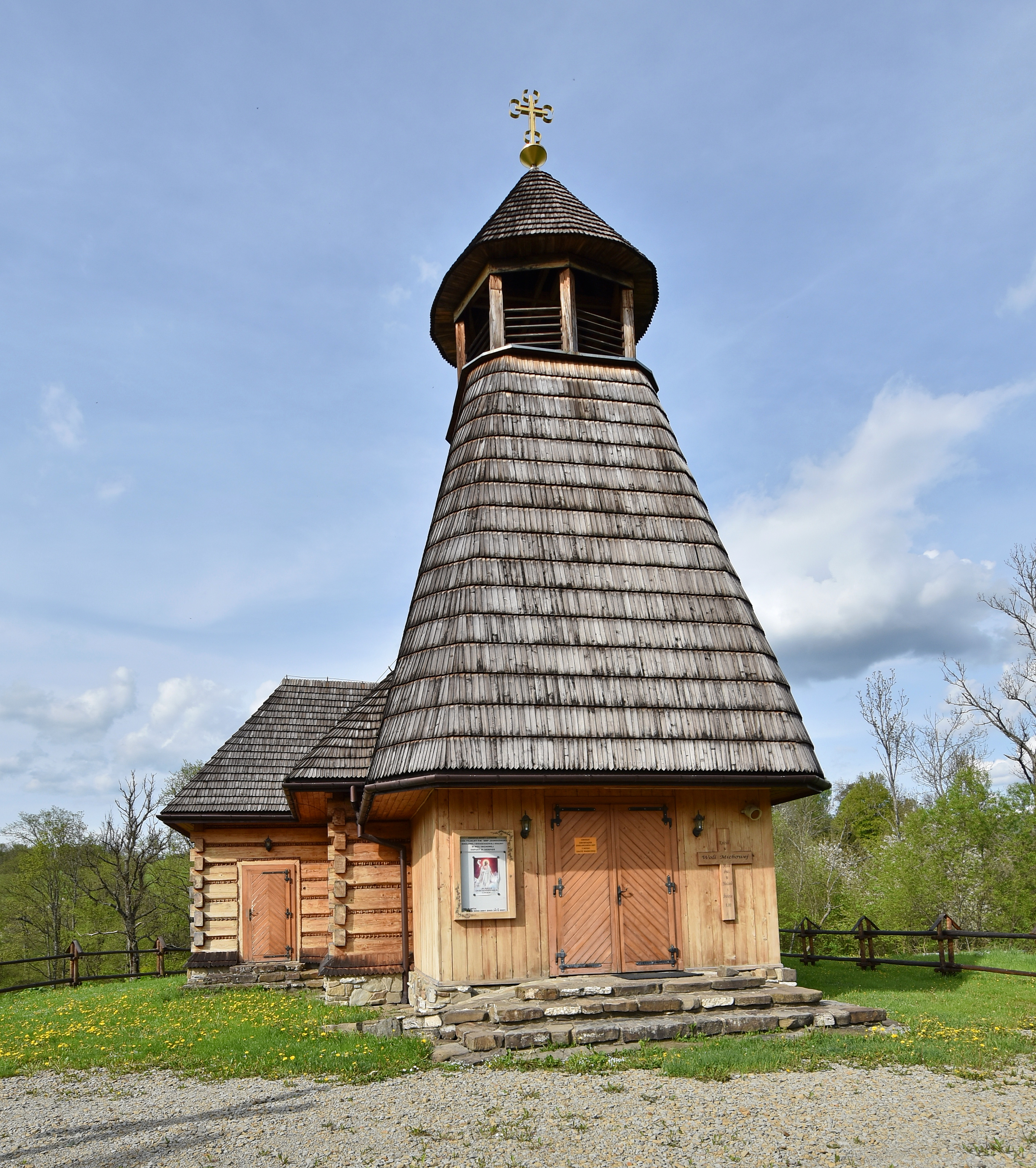
Elewacja frontowa
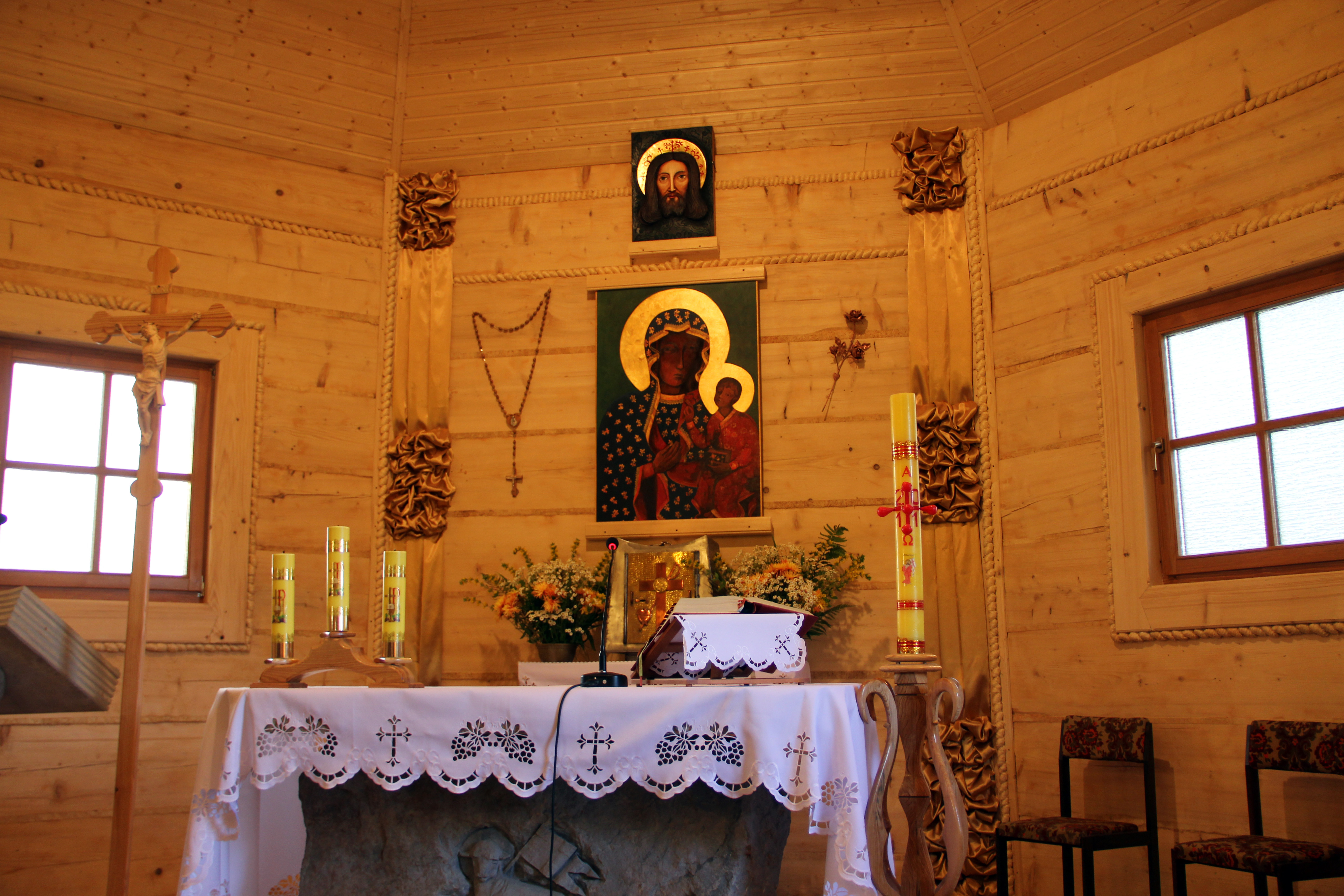
Wnętrze
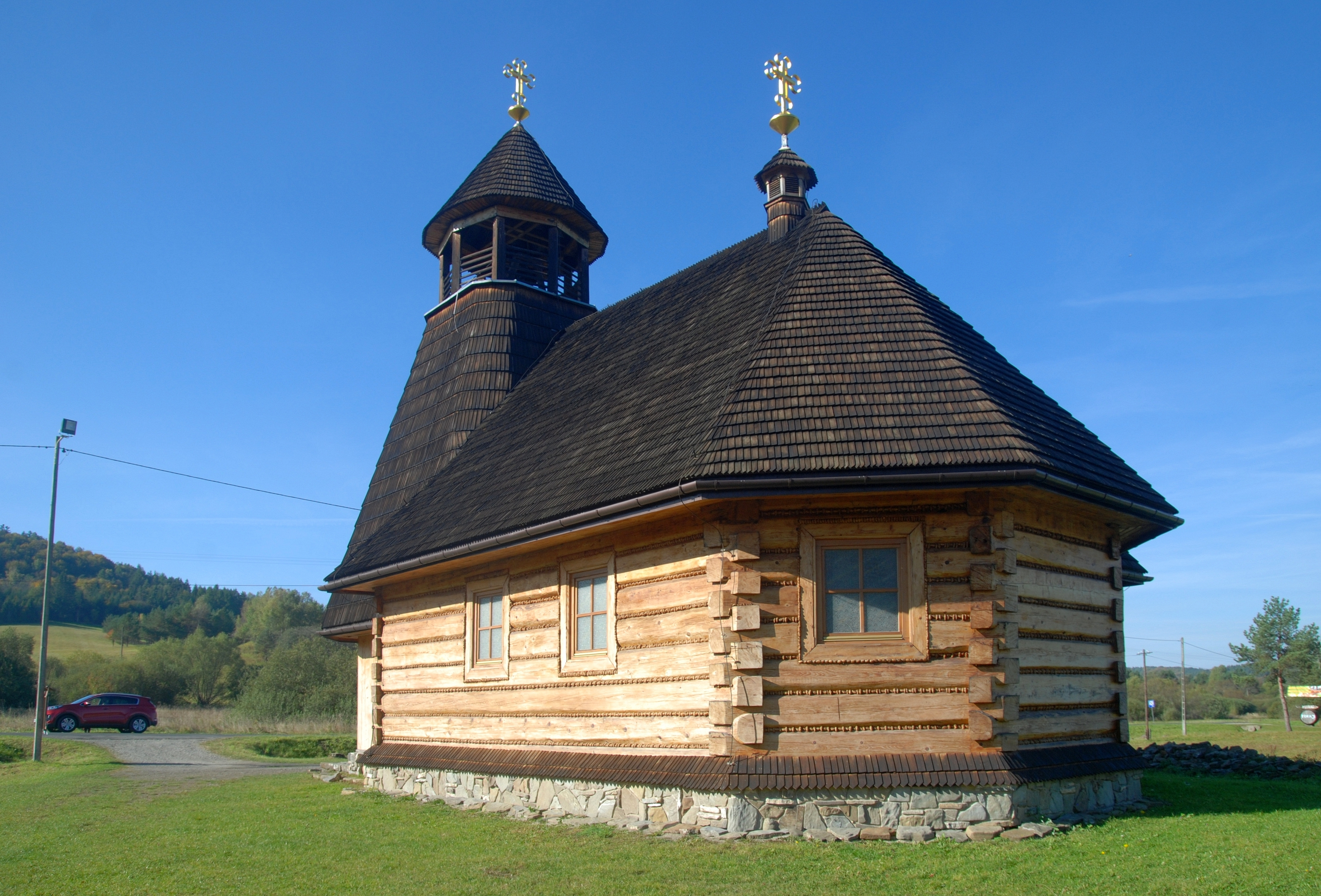
Widok od strony prezbiterium